# Politická komunikace

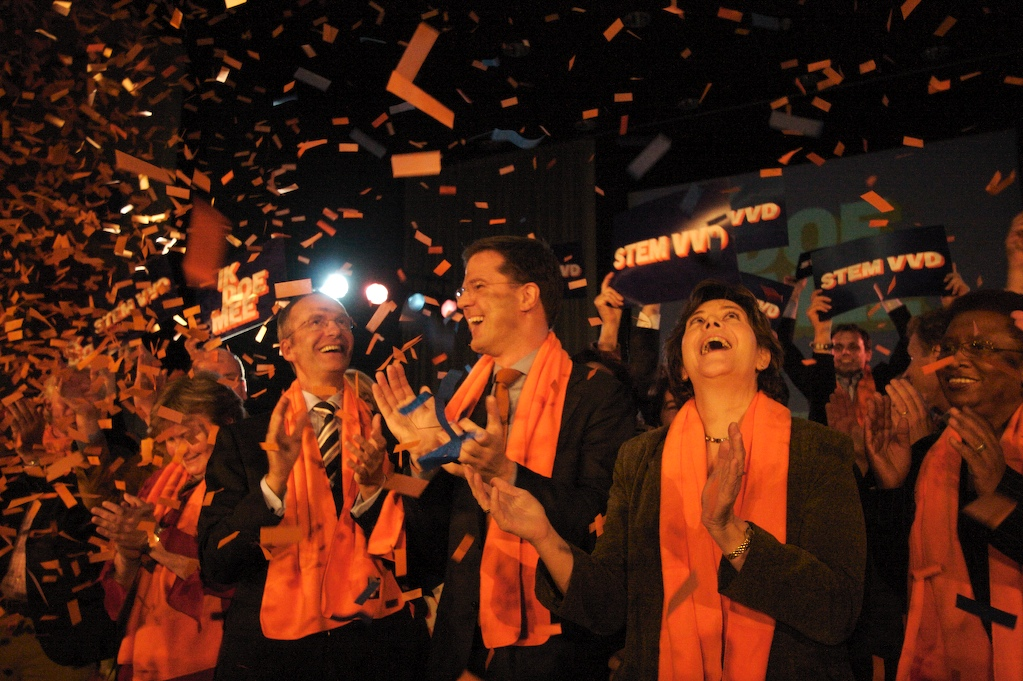
Mark Rutte, Rita Verdonk a Henk Kamp jsou na pódiu během zahajovací akce pro kampaň pro volby do Sněmovny reprezentantů v roce 2006.

Politická komunikace je proces týkající se vytváření a výměny názorů probíhající mezi politickými subjekty, zpravodajskými médii a veřejností. Zabývá se tvorbou, šířením a účinky informací v hromadných sdělovacích prostředcích. Je to dominantní prvek celého průběhu volebního a politického procesu zahrnující také to, jak lze politické informace přeměnit v politický zisk.
Jedná se o interdisciplinární obor, který mísí řadu společenských věd, od politologie, sociologie, psychologie po mediální studia, ekonomii i komunikační studia.
Komunikace a hromadné sdělovací prostředky se zejména kvůli technologickému pokroku neustále vyvíjí. Od počátku 21. století hlavní úlohu v politické komunikaci nemají tištěné noviny a stranické materiály, nýbrž internetová média, sociální sítě a televize. S příchodem internetu se výrazně rozrostlo množství dat k analýze. Vědci a analytici politických subjektů přecházejí na nové výpočetní metody ke studiu politické komunikace (analyzují projevy politiků, formální i neformální rozhovory mezi veřejností, dosahy mediálních výstupů a jejich koncepci).
V této oblasti se intenzivně studuje vztah mezi třemi procesy politické komunikace.
- Obsah – Co zprávy obsahují a co mají sdělit adresátovi.
- Produkce – Způsob, jakým se zprávy vyvíjejí v médiích a přenášejí mezi veřejností.
- Účinek – Způsob, jakým jsou zprávy přijímány a interpretovány.[2]

## Základní aktéři
Mezi aktéry politické komunikace lze rozlišit tři základní typy.
1. Politické organizace (politické strany, veřejné organizace, vlády, nátlakové a aktivistické skupiny, teroristické organizace) - Nejdůležitějším aktérem v západoevropských zemích jsou politické organizace, konkrétně politické strany, které se periodicky snaží získat přízeň voličů.
2. Média – Jsou dominantní komunikační prostředek směrem k veřejnosti, proto se politické strany při komunikaci s veřejností neobejdou bez spolupráce s médii.
3. Občané

Všichni tito aktéři spolu následně vzájemně interagují, přičemž tato interakce probíhá na několika úrovních.    

## Dělení
Dle účastníků můžeme politickou komunikaci rozdělit na:
1. Komunikaci, jež je prováděna politiky, politickými stranami či jinými politickými aktéry za účelem dosažení konkrétních cílů. Dialog probíhá například při vyjednávání o koalicích.
2. Komunikaci adresovanou nepolitickým aktérům, zejména voličům a médiím. Hlavní snaha se upírá směrem k vytvoření pozitivního názoru na daný subjekt. Roli zde hraje politický marketing.
3. Komunikaci pojednávající o těchto aktérech a jejich činnostech, která je obsažena ve zprávách, na sociálních sítích a v dalších formách mediální diskuse o politice.[4]

## Role sociálních sítí
Prvky politické komunikace se neustále mění, změna je způsobena zejména technologickým pokrokem 21. století. Aktéři jsou tedy nuceni se přizpůsobovat na změnu těchto technik a technologií, zároveň se snaží využít této změny ve svůj vlastní prospěch.
Politické organizace a politici již nevyužívají pouze tištěné stranické materiály a tiskové konference, ale komunikují s veřejností přímo skrze sociální sítě (Twitter, Facebook atd.). Sociální sítě umožňují dnešním politickým aktérům komunikovat s veřejností bez přítomnosti přímého prostředníka, jako jsou masová média. Nevýhodou této přímé komunikace je snadnější šíření tzv. hoaxů a populistických zpráv za účelem volebního zisku.
Význam sociálních sítí se každým rokem rapidně zvyšuje, jako příklad lze uvést změnu průměrného počtu fanoušků německých politických stran během let 2010–2012, kdy došlo k nárůstu 407%, konkrétně z průměrného počtu 4.065 na 20.627.